# Osella FA1C
Az Osella FA1C egy Formula–1-es versenyautó, melyet az Osella csapat tervezett és versenyeztetett az 1981-es Formula–1 világbajnokság utolsó három futamán, valamint az 1982-es bajnoki küzdelmek első felében. 1981-ben kizárólag Jean-Pierre Jarier vezette az autót, majd 1982-ben hozzá csatlakozott második versenyzőként Riccardo Paletti, aki a kanadai nagydíjon halálos balesetet szenvedett.
AZ FA1C-ből egy példány sem maradt fenn, mert már a leváltása után darabokra szedték őket és felhasználták a későbbi kasztnik megépítéséhez.

## Áttekintés
Jarier remek eredményeket szállított már 1981-ben is, ezért megtartotta a csapat a következő idényre. Mellé az újonc Palettit szerződtették, elsősorban szponzori pénzei miatt. Az FA1C elsősorban a hátsó felfüggesztésben különbözött elődjétől, de az Arrows A3 és a Brabham BT49 egyes megoldásai is visszaköszöntek rajta. Megépítésekor a gyártó már szélcsatornát is használt, amelynél ügyeltek a minél nagyobb szívóhatás (ground effect) elérésére.
Az 1982-es idény se indult jól, az első három versenyre Paletti kvalifikálni sem tudott, Jarier pedig csak egyszer ért célba. Imolában a FISA-FOCA háború miatt mindössze tizennégy autó vett részt a futamon, köztük a két Osella, és Jarier élni tudott a kínálkozó lehetőséggel: negyedik lett, megszerezve ezzel az istálló első pontjait. A következő futamok is balszerencsések voltak számukra. Kanadában mindkét autó részt tudott venni a futamon, azonban a rajt után a ferraris Didier Pironi autója lefulladt, a hátulról teljes sebességgel jövő Paletti pedig nem tudta félrerántani a kormányt és belecsapódott. Már az ütközés erejétől életveszélyes sérüléseket szenvedett, azonban az életének megmentésére azért sem volt semmi esély, mert az Osella nem sokkal ezután kigyulladt, és Palettit csak későn tudták kiszedni az autóból.
A csapat az idény hátralévő versenyeire nem nevezett be második autót. Jarier az FA1C-vel még három futamot teljesített, felejthetően.

## Eredmények
| Év   | Csapat                       | Motor        | Gumik | Pilóták            | 1   | 2   | 3   | 4   | 5   | 6   | 7   | 8   | 9   | 10  | 11  | 12  | 13  | 14  | 15  | 16  | Pontok | Helyezés |
| ---- | ---------------------------- | ------------ | ----- | ------------------ | --- | --- | --- | --- | --- | --- | --- | --- | --- | --- | --- | --- | --- | --- | --- | --- | ------ | -------- |
| 1981 | Denim Osella                 | Cosworth DFV | M     |                    | USW | BRA | ARG | SMR | BEL | MON | ESP | FRA | GBR | GER | AUT | NED | ITA | CAN | CPL |     | 0      | -        |
| 1981 | Denim Osella                 | Cosworth DFV | M     | Jean-Pierre Jarier |     |     |     |     |     |     |     |     |     |     |     |     | 9   | KI  | KI  |     | 0      | -        |
| 1982 | Denim S.A.I.M.A. Team Osella | Cosworth DFV | P     |                    | RSA | BRA | USW | SMR | BEL | MON | USA | CAN | NED | GBR | FRA | GER | AUT | SWI | ITA | CPL |        |          |
| 1982 | Denim S.A.I.M.A. Team Osella | Cosworth DFV | P     | Jean-Pierre Jarier | KI  | 9   | KI  | 4   | KI  | NK  | KI  | NI  | 14  | KI  | KI  |     |     |     |     |     | 3      | 12.      |
| 1982 | Denim S.A.I.M.A. Team Osella | Cosworth DFV | P     | Riccardo Paletti   | NK  | NPK | NK  | KI  | NK  | NPK | NI  | KI  |     |     |     |     |     |     |     |     | 3      | 12.      |

## Forráshivatkozások
1. ↑  Brown, Allen: Osella FA1C car-by-car histories (angol nyelven). OldRacingCars.com, 2017. június 30. (Hozzáférés: 2025. január 29.)
2. ↑  Tíz év küzdelem – az Osella-sztori (magyar nyelven). Napi F1 sztori, 2022. január 29. (Hozzáférés: 2025. január 29.)